# Ramón Carlín
Ramón Carlín (1924 – 6 de mayo de 2016) fue un empresario mexicano que ganó la primera edición de la regata alrededor del mundo Volvo Ocean Race en el año de 1974. Su embarcación era un velero marca Swan de 65 pies. Carlín bautizó el velero con el nombre de Sayula II, en honor al pueblo donde su esposa nació en el estado de Jalisco, México. Durante dicha edición de la regata murieron 3 marineros en altamar. Las condiciones climáticas fueron tan adversas que incluso el Sayula II fue volteado por una ola de 12 metros, para posteriormente reincorporarse y seguir en la competencia.

## Primeras Experiencias Náuticas
Ramón Carlín fue criado en una familia donde no existían influencias de navegación. No fue hasta sus 40 años que el empresario realmente conoció el deporte del veleo. Todo comenzó cuando un día su hermano adquirió un velero, el cual ambos comenzaron a navegar en Acapulco. Carlín comenzó a inscribirse en regatas menores y posteriormente tuvo la idea de embarcarse en la regata más peligrosa y demandante del mundo, en aquel entonces conocida como la "Whitbread Round the World Race". 

## Reencuentro Histórico con su Antigua Tripulación en 2011
En el año de 2011 Carlín se reencontró en la ciudad de Alicante, España (actual punto de partida de la Volvo Ocean Race) con varios miembros de su tripulación original con los que no había vuelto a tener contacto desde su victoria en el año de 1974.